# Права человека на Украине
Права человека на Украине — базовые права человека, формально закреплённые в разделе № 2 Конституции Украины «Права, свободы и обязанности человека и гражданина». По оценке международных специалистов, их фактическое воплощение в жизнь в 2001 году оставляло желать лучшего из-за комплексного проявления разнообразных факторов: коррумпированной политической среды, отсутствия по-настоящему независимой от правительства судебной системы, недостаточной защиты свободы слова в средствах массовой информации и др.

## Общие сведения
Украина является, согласно Конституции, суверенным и независимым, демократическим, социальным, правовым государством.
Права и свободы человека на Украине закреплены в разделе 2 Конституции Украины «Права, свободы и обязанности человека и гражданина». Гражданин Украины обладает на её территории всеми правами и свободами и несёт равные обязанности, предусмотренные Конституцией Украины.
Согласно Конституции, наивысшей социальной ценностью являются жизнь человека, его здоровье, честь и достоинство, безопасность и неприкосновенность. Обеспечение прав и свобод человека — главная обязанность государства, это определяет смысл и направленность деятельности государства.
В Конституции говорится, что «граждане имеют равные конституционные права и свободы и равны перед законом. Не может быть привилегий или ограничений по признакам расы, цвета кожи, политических, религиозных и других убеждений, пола, этнического и социального происхождения, имущественного положения, места жительства, по языковым или другим признакам» (ст. 24).
Украинской конституцией гарантированы следующие права человека:
1. Личные (большинство из этих прав естественные, то есть не связаны с принадлежностью человека к государству):
  - право на свободное развитие своей личности (ст. 23)
  - неотъемлемое право на жизнь (ст. 27)
  - право на уважение человеческого достоинства (ст. 28)
  - право на свободу и личную неприкосновенность (ст. 29)
  - право на неприкосновенность жилища (ст. 30)
  - право на тайну переписки, телефонных разговоров, телеграфной и другой корреспонденции (ст. 31)
  - право на невмешательство в личную и семейную жизнь (ст. 32)
  - право на свободу передвижения и свободный выбор места жительства (ст. 33)
  - право на свободу мысли и слова (ст. 34)
  - право на свободу мировоззрения и вероисповедания (ст. 35)
2. Политические (возникают вследствие состояния гражданства; часть этих прав может быть ограничена для иностранных лиц):
  - право на объединение в политические партии и общественные организации (ст. 36)
  - право участвовать в управлении государственными делами, во всеукраинском и местных референдумах, свободно избирать и быть избранными в органы государственной власти и органы местного самоуправления (ст. 38)
  - право на мирные собрания, митинги (ст. 39)
  - право на обращение в органы государственной власти, органов местного самоуправления и их должностных и служебных лиц (ст. 40).
3. Экономические, социальные и культурные
  - право каждого владеть, пользоваться и распоряжаться своей собственностью, результатами своей интеллектуальной, творческой деятельности (ст. 41)
  - право на предпринимательскую деятельность (ст. 42)
  - право на труд (ст. 43)
  - право на забастовку для защиты своих экономических и социальных интересов (ст. 44)
  - право на отдых (ст. 45)
  - право на социальную защиту (ст. 46)
  - право на жилище (ст. 47)
  - право на достаточный жизненный уровень для себя и своей семьи (ст. 48)
  - право на охрану здоровья (ст. 49)
  - право на безопасную для жизни и здоровья окружающую среду (ст. 50)
  - право, обусловленное обеспечением свободного согласия на брак, а также охраной материнства, отцовства, детства и семьи (ст. 51, 52)
  - право на образование (ст. 53)
  - право на свободу творчества и на результаты интеллектуальной деятельности (ст. 54).
4. Юридические гарантии
  - право на судебную защиту гражданином своих прав и свобод, а также право обращаться по защите своих прав к Уполномоченному Верховной Рады Украины по правам человека, а «после использования всех национальных средств правовой защиты обращаться за защитой своих прав и свобод в соответствующие международные судебные учреждения или в соответствующие органы международных организаций, членом или участником которых является Украина» (ст. 55)
  - право на возмещение материального и морального вреда, причинённого незаконными действиями или бездействием органов государственной власти и тех или иных должностных и служебных лиц (ст. 56)
  - право на правовую помощь (ст. 59)
  - право не исполнять явно преступные приказы или распоряжения (ст. 60)
  - презумпция невиновности (ст. 62)
  - право отказа от показаний или объяснений в отношении себя или близких родственников (ст. 63)

Все права и свободы человека защищаются равным образом, в Конституции не устанавливается иерархии прав и свобод. Незнание законов не освобождает от юридической ответственности. Права связаны с обязанностями. Обязанности гражданина Украины:
- соблюдение законов (ст. 68)
- не допускать нарушения прав и свобод других людей при осуществлении своих прав и свобод (ст. 23)
- заботиться о своих детях, их воспитании (ст. 51)
- по достижении совершеннолетия заботиться о своих нетрудоспособных родителях (ст. 51)
- Основное общее среднее образование обязательно (ст. 53)
- Охрана исторических и культурных памятников (ст. 54)
- Уплата налогов (ст. 67)
- Охрана природы и окружающей среды, бережное отношение к природным богатствам (ст. 66)
- Защита Отечества (ст. 17)

Контроль за соблюдением прав и свобод человека в деятельности государственных органов и должностных лиц Украины осуществляет Уполномоченный по правам человека на Украине в соответствии с Конституцией Украины.
Дискриминация запрещена законом Уголовном кодексе[стиль][уточнить] обеспечивает охрану прав и свобод человека и гражданина.

## Историческая справка
29 апреля 1918 года Центральной Радой была принята Конституция Украинской Народной Республики.
10 марта 1919 года 3-й Всеукраинский съезд Советов принял первую конституцию Украинской ССР (принята в окончательной редакции Всеукраинским Центральным Исполнительным Комитетом на заседании 14 марта 1919 года).
Вторая Конституция УССР была принята 15 мая 1929 года. Она устанавливала полновластие трудящихся, отменяла частную собственность (см. НЭП), подтверждала вхождение в состав СССР, закрепляла принцип главенства общесоюзных органов и общесоюзного законодательства.
Новая Конституция УССР была принята 20 апреля 1978 года вслед за принятием новой союзной конституции.
8 июня 1995 года Президент страны Леонид Кучма и спикер Александр Мороз, действующий от имени парламента, подписали Конституционный договор, действовавший до момента принятия новой конституции. Нынешняя Конституция Украины была принята 28 июня 1996 года на 5-й сессии Верховной Рады Украины 2-го созыва — Закон № 254/96-ВР.
17 июля 1997 года Украина ратифицировала Конвенцию о защите прав человека и основных свобод, благодаря этому граждане страны получили возможность обращаться в Европейский суд по правам человека для защиты своих прав.

## Основные документы ООН и Совета Европы
- Устав Совета Европы[9]
- Конвенция о защите прав человека и основных свобод[9]
- Протокол к Конвенции о защите прав человека и свобод[9]
- Европейская культурная конвенция[9]
- Европейская конвенция о выдаче[9]
- Европейское соглашение о режиме передвижения людей между государствами-членами Совета Европы[9]
- Протокол № 2 к Конвенции о защите прав человека и основных свобод о наделении Европейского суда по правам человека компетенцией выносить консультативные заключения[9]
- Протокол № 3 к Конвенции о защите прав человека и основных свобод во изменение статей 29, 30 и 34 Конвенции[9]
- Протокол № 4 к Конвенции о защите прав человека и основных свобод об обеспечении некоторых прав и свобод, помимо тех, которые уже включены в Конвенцию и первый Протокол к ней[9]
- Европейская конвенция о надзоре за условно осуждёнными или условно освобождёнными лицами[9]
- Протокол № 5 к Конвенции о защите прав человека и основных свобод, во изменение статей 22 и 40 Конвенции[9]
- Европейская конвенция о международной действительности судебных решений по уголовным делам[9]
- Европейская конвенция о передаче судопроизводства по уголовным делам[9]
- Конвенция о создании системы регистрации завещаний[9]
- Европейская конвенция о неприменимости сроков давности к преступлениям против человечества и военным преступлениям[9]
- Европейская конвенция о правовом положении внебрачных детей[9]
- Европейская конвенция о правовом положении рабочих-мигрантов[9]
- Европейская конвенция о признании и исполнении решений относительно опеки над детьми и восстановления опеки над детьми[9]
- Конвенция о защите частных лиц в отношении автоматизированной обработки данных личного характера[9]
- Конвенция о передаче осужденных лиц[9]
- Протокол № 6 к Конвенции о защите прав человека и основных свобод относительно отмены смертной казни[9]
- Протокол № 7 к Конвенции о защите прав человека и основных свобод[9]
- Протокол № 8 к Конвенции о защите прав человека и основных свобод[9]
- Европейская конвенция о предотвращении насилия и хулиганского поведения зрителей во время спортивных мероприятий и, в частности, футбольных матчей[9]
- Европейская конвенция по предупреждению пыток и бесчеловечного или унижающего достоинство обращения или наказания[9]
- Европейская хартия региональных языков или языков меньшинств[9]
- Протокол № 1 к Европейской конвенции по предупреждению пыток и бесчеловечного или унижающего достоинство обращения или наказания[9]
- Протокол № 2 к Европейской конвенции по предупреждению пыток и бесчеловечного или унижающего достоинство обращения или наказания[9]
- Протокол № 11 к Европейской конвенции о защите прав человека и основных свобод о реорганизации контрольного механизма, созданного в соответствии с Конвенцией[9]
- Рамочная конвенция о защите национальных меньшинств. Ратифицирована[10]
- Европейская конвенция об осуществлении прав детей[9]
- Европейское соглашение, касающееся лиц, участвующих в процедурах Европейского суда по правам человека[9]
- Европейская конвенция о гражданстве[9]
- Дополнительный протокол к Конвенции о передаче осужденных лиц[9]
- Протокол № 2 к Европейской рамочной конвенции о приграничном сотрудничестве территориальных сообществ и властей относительно межтерриториального сотрудничества[9]
- Конвенции об уголовной ответственности за коррупцию[9]
- Конвенция о гражданско-правовой ответственности за коррупцию[9]
- Протокол № 12 к Конвенции о защите прав человека и основных свобод[9]
- Дополнительный протокол к Конвенции о защите частных лиц в отношении автоматизированной обработки данных личного характера, касаясь[стиль] властей контроля и граничных потоков данных[9]
- Протокол № 13 к Конвенции о защите прав человека и основных свобод относительно отмены смертной казни при любых обстоятельствах[9]
- Конвенция о личных контактах с детьми[9]
- Протокол № 14 к Конвенции о защите прав человека и основных свобод, вносящий изменения в контрольный механизм Конвенции[9]
- Конвенция Совета Европы о противодействии торговле людьми[9]
- Конвенция Совета Европы о защите детей от эксплуатации и надругательств сексуального характера[9]
- Европейская конвенция об усыновлении детей (пересмотренная)[9]
- Дополнительный протокол к Европейской хартии местного самоуправления на право участвовать в делах местной власти[9]

## Нарушения прав человека на Украине

### До 2014 года
В книге «Энциклопедия по правам человека» Джеймса Льюиса (Университет Висконсина в Стивенс-Пойнт) и Карла Скатча, изданной в США в 2001 году, отмечались такие нарушения прав на Украине, как избиения полицейскими заключённых, множество случаев пыток (вплоть до того, что в некоторых случаях пытки приводили к смерти заключённых), несоответствие тюрьм международным стандартам (переполненность и высокая распространённость болезней, в частности туберкулёза, жестокость тюремных охранников), коррумпированность и неэффективность судебной системы, в некоторых случаях — отсутствие реализации права граждан на свободное и справедливое судебное разбирательство. В книге также указывалось, что правительство не защищает права граждан на неприкосновенность частной жизни: есть основания полагать, что представители органов госбезопасности читают личную переписку граждан и прослушивают телефонные разговоры.
Как утверждалось в «Энциклопедии по правам человека», право на свободу слова и свободу печати в государстве не вполне реализуются. В частности, правительство применяло налоги, обвинения в клевете и инспектирование предприятий как средство давления на органы печати, и есть данные о том, что журналисты практиковали самоцензуру в целях предотвратить преследование со стороны государства. Телевидение, находясь под ещё большим давлением, чем органы печати, выпускало на экраны материалы, удобные для правительства. Правительство, согласно «Энциклопедии», не в полной мере обеспечивает право на свободу собраний: иногда полиция применяла силу для разгона демонстраций.
Дискриминация национальных меньшинств, как отмечалось в «Энциклопедии», является серьёзной проблемой: украинская полиция часто преследовала иностранцев, в том числе работников-иммигрантов из Азии и Африки. Татары в Крыму жаловались на дискриминацию в сфере занятости. Дискриминация в отношении женщин тоже является проблемой: женщины часто имеют более низкую зарплату, чем мужчины, и порой страдают от жестокого обращения со стороны супруга, причём полиция часто недостаточно реагирует на информацию о домашнем насилии (см. гендерное неравенство на Украине). Женщины подвергаются сексуальной эксплуатации: они отправляются в целях заработка в Западную Европу и на Ближний Восток, где их порой заставляют работать в качестве проституток. Многие дети страдают от нищеты, и многие являются бездомными; значительная часть бездомных детей страдает от физического и сексуального насилия. От дискриминации страдают и инвалиды, причём правительство не предпринимает больших усилий, чтобы преодолеть такую дискриминацию.
В статье на информационном портале Харьковской правозащитной группы указывалось наличие в 1990—2000-е годы таких процессов, как обогащение номенклатуры, создание финансово-олигархических кланов и обнищание широких слоёв населения. Отмечались «прямой диктат исполнительных структур над обществом, финансовое и экономическое вымогательство бюрократии, которая внутренне не переориентировалась на подчинение себя гражданам», беззащитность и зависимость людей от государственной машины. При существующей налоговой системе, как утверждалось в докладе, полностью легальный бизнес стал невозможен, поэтому представители бизнеса были вынуждены нарушать законодательство, что приводило к их уязвимости перед системой. Государственные органы постоянно нарушали право собственности, налоговые органы де-факто стали силовой структурой и в какой-то мере начали выполнять ту же роль, что и КГБ в советское время.
Кроме того, в статье идёт речь о том, что по официальным данным на конец 1999 года не менее 30 % жителей страны имели доход ниже черты бедности (то есть менее 73,7 гривен, в то время как средняя зарплата равнялась 155,5 грн, а прожиточный минимум — 220 грн), при этом разница в доходах между лицами с таким доходом и 5 % наиболее состоятельных людей увеличивалась и в 5—6 раз превысила аналогичную разницу в западноевропейских странах и США. Регулярно нарушалось право на достаточный уровень жизни, на социальную защищённость, на охрану здоровья и медицинскую помощь. В частности, на многие месяцы задерживалась выплата пенсий и зарплат из бюджета, онкологическим больным выделялась сумма в 3,7 гривен в год на лекарства. На начало 2002 года, по официальным данным, не менее четверти населения имели доход ниже черты бедности, и доход половины из этой четверти не превышал 120 гривен в месяц.
В политике преобладало подавление оппонентов с применением любых средств, в том числе силовых, и в частности при помощи государственных органов. В уголовно-правовой практике стали обычным явлением пытки и жестокое обращение при дознании и предварительном следствии. Количество осуждённых выросло со 108,5 тысяч человек в 1991 году до 222,2 тысяч человек в 1999 году. СИЗО были переполнены, и некоторые из обвиняемых годами находились в СИЗО, ожидая судебного решения по их делу. В 2000—2004 годах всё же осуществились определённые изменения к лучшему в проблеме предупреждения пыток. В декабре 2000 года Конституционный суд признал смертную казнь противоречащей Конституции, смертная казнь была заменена пожизненным заключением.
Усилилась слежка силовых служб государства за простыми гражданами: прослушивались стационарные и мобильные телефоны, просматривалась электронная почта. Нарушалась свобода слова: контролировались средства массовой информации, особенно электронные СМИ. Получили распространение судебные иски к органам СМИ правительственных чиновников о защите чести и достоинства и уголовное преследование за клевету.
Во второй половине 2008 года экономическая ситуация в стране ухудшилась из-за полномасштабного экономического кризиса, который затронул прежде всего бедные слои населения и средний класс. Выросли цены, и увеличились тарифы на коммунальные услуги; выросла безработица, и падение ВВП стало наибольшим в Европе. Повысилось количество убийств и физических нападений на почве расизма, и государство почти не совершало шагов для преодоления проблемы дискриминации, расизма и ксенофобии.
Существенной проблемой на Украине считается ущемление прав русскоязычных граждан. Британский профессор юриспруденции Билл Бауринг утверждал, что языковые вопросы на Украине политизированы до неприемлемого уровня, хотя украинский язык (по его мнению) испытал на себе гораздо меньше притеснений со стороны русского, чем, например, ирландский со стороны английского. Однако не вызывает сомнения всеукраинская тенденция к снижению охвата обучения на русском языке, которая была отмечена ещё в конце 1990-х годов. Во многих городах Украины бывшие русскоязычные школы переходят полностью на украинский язык. Например, во Львове количество русских школ упало с 24 в 1989—1990 годах до 6 в 1996—1997 годах, а количество смешанных (двуязычных) школ возросло с 7 до 19 при общем числе школ, равном 102. В Одессе назначение Сергея Козицкого начальником управления образования привело к волне украинизации: при нём количество украинских школ выросло с 5 в 1995—1996 годах до 14 в 1997—1998 годах, число школ со смешанным языком обучения возросло с 11 до 37, а общее количество по-прежнему равно 133. При этом пропорция первоклассников, проходящих обучение на украинском, возросла с менее чем 10 % в 1991—1992 до 39,2 % в 1997—1998 годах. В Киеве деградация русскоязычного образования выглядит наиболее драматично: если в 1989—1990 годах число русских школ составляло 151 из 299, то в 1996—1997 годах их число было равно 25 из 369. В национальном масштабе с 1990 по 1997 годы число детей, обучающихся на украинском языке, увеличилось с 47,9 % до 62,8 %.
Особое беспокойство у социолингвистов вызвала тенденция массово заменять русские личные имена и топонимы их украинскими аналогами. В частности, одна радикально настроенная украинская политическая деятельница предлагала тем детям, у которых имена похожи на русские, собирать вещи и убираться в Москву. Как представляется американским лингвистам, любой человек имеет законное право использовать своё личное имя в соответствии с фонетическими правилами и правилами правописания своего родного языка. Это право обеспечено Международным пактом о гражданских и политических правах (ICCPR), который гарантирует любой личности одинаковую свободу экономического, религиозного и культурного развития. Однако Украина (наряду с Латвией, Венгрией и др.) оказалась среди тех государств, которые игнорируют эти фундаментальные положения.

### 2014—2018 годы
Вооружённый конфликт на востоке Украины привёл к масштабному гуманитарному кризису, в процессе которого были зафиксированы многочисленные нарушения прав человека и международного гуманитарного законодательства. Наблюдатели ООН отмечали неисполнение принципа разграничения между активно воюющими комбатантами и гражданским населением юго-восточных территорий страны, следствием чего были неизбирательные обстрелы, наносящие урон собственности и ведущие к гибели людей. Беспокойство вызывало незаконное применение в населённых районах недопустимых видов вооружений, таких как, например, кассетные боеприпасы:10—12. Датский журналист Кристи де Плу в своей книге «Украина под перекрёстным огнём» обращал внимание на то, что подобное вооружение запрещено в 118 странах из-за его неизбирательного действия как по военным, так и по гражданским объектам:140.
Киевом была прекращена выплата пенсий и социальных пособий в мятежных регионах, а также финансирование медицинских и образовательных учреждений. Введение системы пропусков в прифронтовых зонах значительно ограничило свободу перемещений гражданских лиц и затруднило им возможность покинуть районы боевых действий:141. Отмечались такие нарушения прав, как незаконное взятие под стражу, содержание инкоммуникадо, похищения гражданских лиц, пытки, внесудебные казни, сексуальное насилие и другие преступления:10—12. По сообщению сотрудников мониторинговых миссий ООН, украинские добровольческие батальоны («Айдар», «Днепр-1», «Киев-1», «Торнадо») и органы правопорядка причастны к совершению ряда серьёзных преступлений:2—3.
По результатам изучения ситуации Украинский Хельсинкский союз по правам человека посвятил преступлениям украинских силовиков отдельный отчёт, в котором отмечается тенденция украинского общества обелять их преступления и замалчивать саму эту тему в общественной дискуссии:2—3.
В докладе Госдепартамента США по вопросам правозащитной деятельности указывались такие нарушения прав в различных регионах Украины, как пытки и жестокое обращение, акты запугивания и угрозы сексуального насилия, применяемые сотрудниками правоохранительных органов; случаи дедовщины в армии; плохие условия содержания в тюрьмах, нередко представляющие серьёзную угрозу для жизни и здоровья заключённых, физическое насилие со стороны охранников; коррупция среди чиновников, судей и прокуроров, на всех уровнях исполнительной, законодательной и судебной ветвей власти; запугивание и нападения на адвокатов, защищающих тех обвиняемых, которые считаются «пророссийскими» или «просепаратистами»; наличие, по мнению некоторых правозащитных групп, политических заключённых; внесудебные убийства как украинскими, так и пророссийскими силами; похищения; случаи сексуального насилия; использование обеими сторонами наземных мин без ограждений, знаков или других мер для предотвращения жертв среди гражданского населения.
В докладе также отмечалось, что украинское правительство не всегда соблюдает свободу выражения мнений, имели место многочисленные случаи нарушений свободы печати (цензура, преследование журналистов, иски за клевету, запрет тех или иных средств массовой информации, запрет въезда иностранным журналистам и их изгнание). Многие произведения пророссийских актёров, режиссёров и певцов подвергались запрету, крупные российские телеканалы, некоторые социальные сети, поисковые системы, почтовые службы и информационные сайты подверглись блокировке. Некоторые пользователи социальных сетей задерживались, оштрафовывались и даже заключались в тюрьму за их высказывания.
Как говорилось в докладе, некоторые внутренне перемещённые лица подвергались дискриминации при трудоустройстве, испытывали трудности с получением образования, медицинской помощи и необходимых документов. Наблюдались случаи антисемитизма (в частности, антисемитского вандализма: в отношении еврейского кладбища, мемориала «Бабий Яр» и др.). Отмечалась дискриминация лиц с физическими, сенсорными и умственными недостатками; большинство общественных зданий по-прежнему оставались недоступными для людей с ограниченными возможностями. Цыгане нередко сталкивались со случаями дискриминации, в том числе насилия. Трансгендеры утверждали, что им трудно получить официальные документы, отражающие их пол. Отмечалась дискриминация в области трудоустройства по признакам пола, инвалидности, национальности, расы, сексуальной ориентации или гендерной идентичности, ВИЧ-положительного статуса.
По мнению Freedom House, Украина в 2015 году получила в отчёте оценку «частично свободная». По мнению Amnesty International, на Украине притесняют пророссийские СМИ. В докладе говорится об убитом журналисте Олесе Бузине и посаженном за решётку журналисте Руслане Коцабе. Директор Европейского и Центрально-азиатского департамента организации Amnesty International Джон Далхусейн 26 февраля 2016 года отметил, что права человека на Украине не реализуются, а остаются на бумаге.
Human Rights Watch в 2016 году отмечала случаи насильственного исчезновения, тайного содержания под стражей и пыток людей в СБУ, некоторым из них отказывали в медицинской помощи в связи с полученными при пытках травмами. Хью Уильямсон, директор Human Rights Watch по Европе и Центральной Азии, заявлял:

На Украине существует практика пыток и другого недозволенного обращения с задержанными, которая усугубляется практически полной безнаказанностью за эти преступления.

В сентябре 2017 года Human Rights Watch заявила, что СБУ, арестовавшая гражданку Украины Дарью Мастикашеву (трёхкратную чемпионку Украины по тхэквондо, главу российской общественной организации «Золотая лига»), два дня удерживала её без связи с внешним миром и подвергала пыткам.
По информации, изложенной в докладе международных правозащитных организаций Amnesty International и Human Rights Watch, на 2016 год в Украине незаконно удерживали людей в секретных тюрьмах СБУ и подвергали их жестоким пыткам. В докладе ООН за 2016 год отмечались «масштабы и жестокость системы пыток», которая поддерживается украинским государством, и говорилось о сотнях случаев незаконных арестов и жестокого обращения с заключёнными. Помощник генерального секретаря ООН по правам человека Иван Шимонович в июне 2016 года сообщил, что СБУ проводит массовые задержания ополченцев в Донбассе, систематически подвергая их пыткам.
Глава представительства ЕС на Украине Ян Томбинский признал наличие на Украине политических заключённых.
Острую критику со стороны соседних стран вызвал украинский закон, в соответствии с которым на Украине было прекращено предоставление среднего образования на языках национальных меньшинств после окончания начальных школьных классов. Несмотря на то, что к украинским национальным меньшинствам относится значительное количество количество венгров, румын и русских, этот закон вызвал особое раздражение у Венгрии, которая в качестве ответа пообещала создать Киеву проблемы с интеграцией в ЕС. После того, как Киев отправил этот закон в Венецианскую комиссию, она в связи со своей оценкой некоторых положений закона поставила вопрос о дискриминации русскоговорящих граждан Украины, поскольку именно русский язык является самым широко используемым из негосударственных языков на Украине.

#### Нарушения прав человека со стороны СБУ
Из обращений, получаемых правозащитными организациями и Уполномоченным по правам человека, следовало, что сотрудники СБУ (а также органы прокуратуры, органы внутренних дел, а в 2016 году — Национальная полиция) часто осуществляли задержание лиц без определения следственного судьи. В частности, лица, о которых упоминалось в обращениях и которые были задержаны без постановления следственного судьи, подозревались в преступлениях, совершённых ими, как предполагалось, за несколько месяцев или даже за несколько лет до их задержания.
Кроме того, отмечалось систематическое и массовое нарушение сотрудниками СБУ права на правовую помощь. Согласно УПК, должностное лицо, осуществившее задержание, обязано немедленно известить об этом орган (учреждение), уполномоченный законом на оказание безоплатной правовой помощи. В лучшем случае извещение об этом откладывается. В случае же, если для оказания помощи приглашается адвокат не из Центра юридической помощи, его, как правило, просто не допускают к задержанному.
СБУ нередко осуществляет повторные аресты лиц, освобождаемых судами. Согласно КПК, повторный арест возможен только при условии, если освобождение было осуществлено по решению следственного судьи. Однако СБУ арестовывает также и освобождённых апелляционными судами, хотя решения апелляционных судов обжалованию, согласно законодательству, не подлежат. Повторные же аресты нарушают статью 5 Европейской конвенции и потому недопустимы.
Полностью незаконными следует считать задержания, совершаемые СБУ для обмена на военнопленных и гражданских заложников, находящихся под стражей в самопровозглашённых ДНР и ЛНР. СБУ разыскивает людей, которые обвиняются в совершении преступлений, связанных с сепаратизмом, государственной изменой, терроризмом и других, и которые находятся в подследственности СБУ, задерживает их и предлагает обменять на пленных в ЛНР и ДНР вместо уголовного преследования и больших сроков наказания. Задержанные соглашаются на обмен, так как у них нет выбора. В результате составляется соглашение со следствием, уголовное производство закрывают, освободив людей из-под стражи, однако их уже поджидают сотрудники СБУ и, посадив в машину, увозят в неизвестное место, где они до совершения обмена содержатся без коммуникации с внешним миром. Иногда такого рода обмен предлагают задержанным уже после завершения следствия во время суда. В подобных случаях судья выносит решение, не завершая судебного процесса, — как правило, несколько лет с отсрочкой исполнения приговора, человека освобождают в зале суда, и сотрудники СБУ его аналогичным образом вывозят в неизвестное место, где держат без связи с внешним миром. Отмечались случаи, когда обвиняемого задерживали для обмена уже после завершения судебного процесса и вынесения приговора (чаще всего в этих случаях приговоры не были связаны с лишением свободы). Вина тех, кого обменивают, во многих случаях не была доказана следствием и не установлена судом. Нередко в случаях, известных правозащитникам, предъявленное подозрение было сомнительно или не обосновано.
Неясен вопрос, где сотрудники СБУ удерживали граждан Украины во время следствия и ожидания обмена на пленных. Согласно отдельным свидетельствам и отчётам международных организаций, предназначенные для обмена заключённые находились в управлениях СБУ восточных городов Украины. Так, миссия Управления Верховного Комиссара ООН по правам человека в 14-м докладе сообщала, что по состоянию на март 2016 года ей были известны имена 16 человек (15 мужчин и одной женщины), находившихся в Харьковском областном управлении СБУ. Список из 26 человек, тайно содержавшихся под стражей, передали украинским государственным органам правозащитники из Amnesty International и Human Rights Watch, и большинство лиц, присутствовавших в этом списке, освободили в течение двух недель. О случаях насильственных исчезновений и содержания под стражей сообщается в 16-м докладе миссии Управления Верховного Комиссара ООН по правам человека о ситуации с правами человека в Украине за период 16 августа — 15 ноября 2016 года (пп. 33, 34, 35). В этом докладе упоминается о содержании людей, похищенных после решения суда об освобождении, в Мариупольском и Харьковском областных управлениях СБУ и в частных квартирах. Отказ СБУ показать делегации подкомитета ООН по предотвращению пыток места содержания под стражей в Мариуполе и Краматорске в мае 2016 года привёл к прекращению визита. Визит представителей ООН был восстановлен в сентябре того же года, делегации показали упомянутые сектора обеспечения следствия, но даёт ответ[прояснить] на вопрос о местонахождении арестованных.